# Erkki Laine
Erkki Juhani Laine (Lahti, 13 settembre 1957 – Asikkala, 22 agosto 2009) è stato un hockeista su ghiaccio finlandese.

## Palmarès

### Olimpiadi
- Argento a Calgary 1988.